# Pronuba (género)
Pronuba es un género de coleópteros de la tribu Eburiini (Cerambycinae) con distribución en Argentina, Bolivia, Brasil, Costa Rica, Ecuador, Guatemala y Panamá.
Contiene las siguientes especies:
- Pronuba decora Thomson, 1860
- Pronuba dorilis Bates, 1867
- Pronuba gracilis Hovore & Giesbert, 1990
- Pronuba incognita Hovore & Giesbert, 1990
- Pronuba lenkoi Monné & Martins, 1974